# ビバリー (マサチューセッツ州)
ビバリー（英: Beverly）は、アメリカ合衆国マサチューセッツ州のエセックス郡にある都市。大西洋に面した港町である。人口は4万2670人（2020年）。
マサチューセッツ州ノースショアのリゾート、住宅、製造業の町として、市内にはビバリー農園、プライズ・クロシングがある。アメリカ海軍の発祥地の座をマーブルヘッド町と競い合っている。

## 歴史

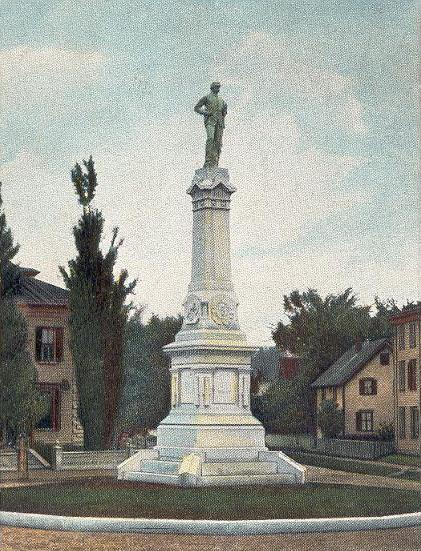
兵士の記念碑、1907年

ビバリーは当初セイラムとナウムキーグ族の領土に属し、最初にロジャー・コナントが入植したのは1626年のことだった。ビバリーは、ジョン・エンデコット総督との宗教的違いもあって、1668年に分離し公式に法人化され、イングランドのヨークシャーにあるビバリーにちなんで名付けられた。この開拓地の初期歴史を生き残ったバルチの邸宅は、年輪年代学試験に拠ると1679年頃に建てられた。
アメリカ陸軍（当時は大陸軍、アメリカ海軍はまだ存在していなかった）によってアメリカ軍のために最初に発注された艦船は、武装スクーナーのハンナだった。グローバーズ・ワーフで艤装され、1775年9月5日にビバリー港から就航した。このことにより、ビバリーは「アメリカ海軍の発祥地」を自称しているが、近くにあるマーブルヘッドなどの町と論争になっている。ハンナはビバリー市警察の記章に描かれている。
ビバリーは「アメリカ産業革命の発祥地」とも呼ばれてきた。1787年にアメリカでは初の綿糸工場が建てられた場所であり、当時としては最大の綿糸工場だった。町は国内初の日曜学校の1つがあった（1810年建設）。ビバリーは1894年に市として法人化された。
1902年、統合靴機械会社がビバリーに4分の1マイル (400 m) ある工場建屋を建設した。この建屋は鉄筋コンクリート建築の初期例であり、コンクリートのパイオニア、アーネスト・L・ランサムが考案した。1906年には操業を始めた。この建物は1987年に閉鎖され、1996年にカミングス・プロパティーズに買収され、ハイテク会社のキャンパスと医療事務所に転換された。「モノポリー」などゲームのメーカーであるパーカー・ブラザーズがビバリーに事務所を持っている。市内にはランドマーク・スクールもあり、学習障害のある生徒のための教育を行う世界的に知られた学校である。
ウィリアム・タフト大統領が、ビバリーのマリア・エバンス夫人から、夏のホワイトハウスのために家屋を借りた。1909年と1910年の夏、タフトは現在の市の主要公園であるリンチ公園にあるイタリア庭園の場所にあった家に住んだ。1911年と1912年は1マイル (1.6 m) 離れた別の家「パラマッタ」をロバート・ピーバディ夫人から借りた。カリフォルニア州のビバリーヒルズ市は、タフトがそこで休暇を過ごしたので、このビバリー市のビバリー農園にちなみ、1907年に名付けられた。
ビバリーのL・P・ヘンダーソン道路沿い、ビバリー市民空港の直ぐ東に、ナイキ・ミサイルの発射場があった。1957年3月から1959年8月まで運営されたが、その後はアメリカ陸軍が州軍に移管した。現在はビバリーが保管場所として利用しており、そこと周辺地域でカスコ・ケミカルなどが地下水を汚染させており、近くにあるウェナム湖の上水供給に障害となる可能性があるために、多くの環境保護組織の監視下にある。

## 地理と交通

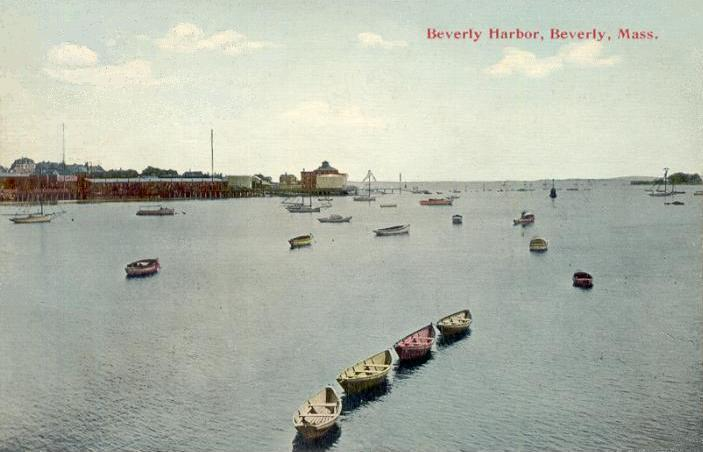
ビバリー港、1912年頃

アメリカ合衆国国勢調査局に拠れば、市域全面積は22.6平方マイル (58.5 km2)であり、このうち陸地15.1平方マイル (39.1 km2)、水域は7.5平方マイル (19.4 km2)で水域率は33.19%である。ビバリーはマサチューセッツ州のマサチューセッツ湾沿いにボストンより北の町に与えられている名称であるノースショアに位置している。多くの小さな入り江があり、またグレートミザリー島とリトルミザリー島が市の領域に入っている。ウッドベリーポイントから西にビバリー港があり、ダンバース川の河口になる。市内でバス川がダンバース川に合流している。他にも幾つか小さな水流が市内を流れている。ウェナム湖の大部分と、他の幾つかの湖や池も市内にある。市には市有林があり、保護地もある。
市域の西半分は比較的都市化されており、東半分（ウッドベリーポイントから東）は田園部が多い。市内に幾つかの公園、5つの海浜、ビバリー・ゴルフ & テニス・クラブ（1910年設立）があり、ビバリー港のジュビリー・ヨットクラブと、バス川沿いのバスヘイブン・ヨットクラブという2つのヨットクラブもある。

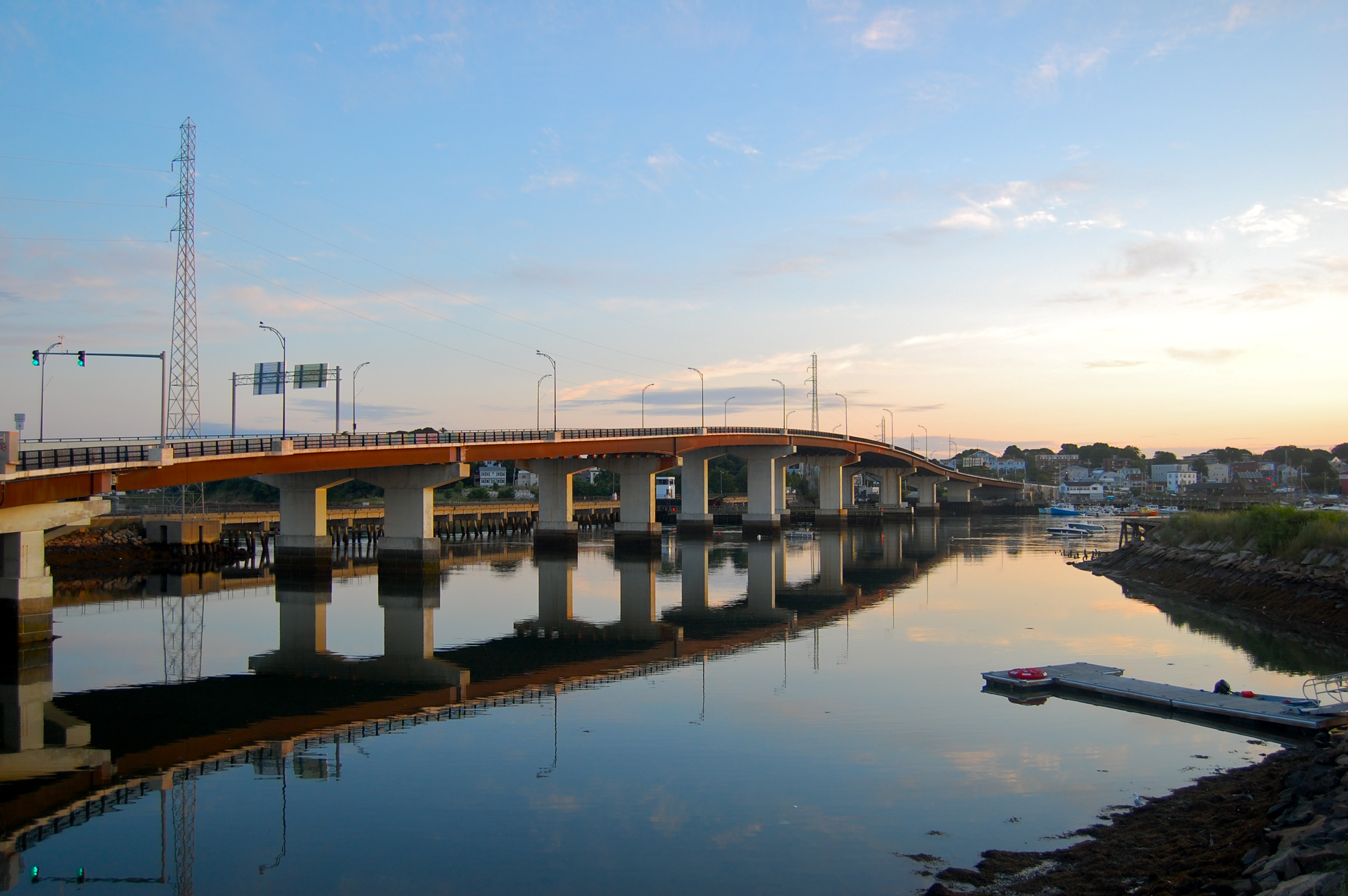
退役兵記念橋、セイラムからビバリーを望む

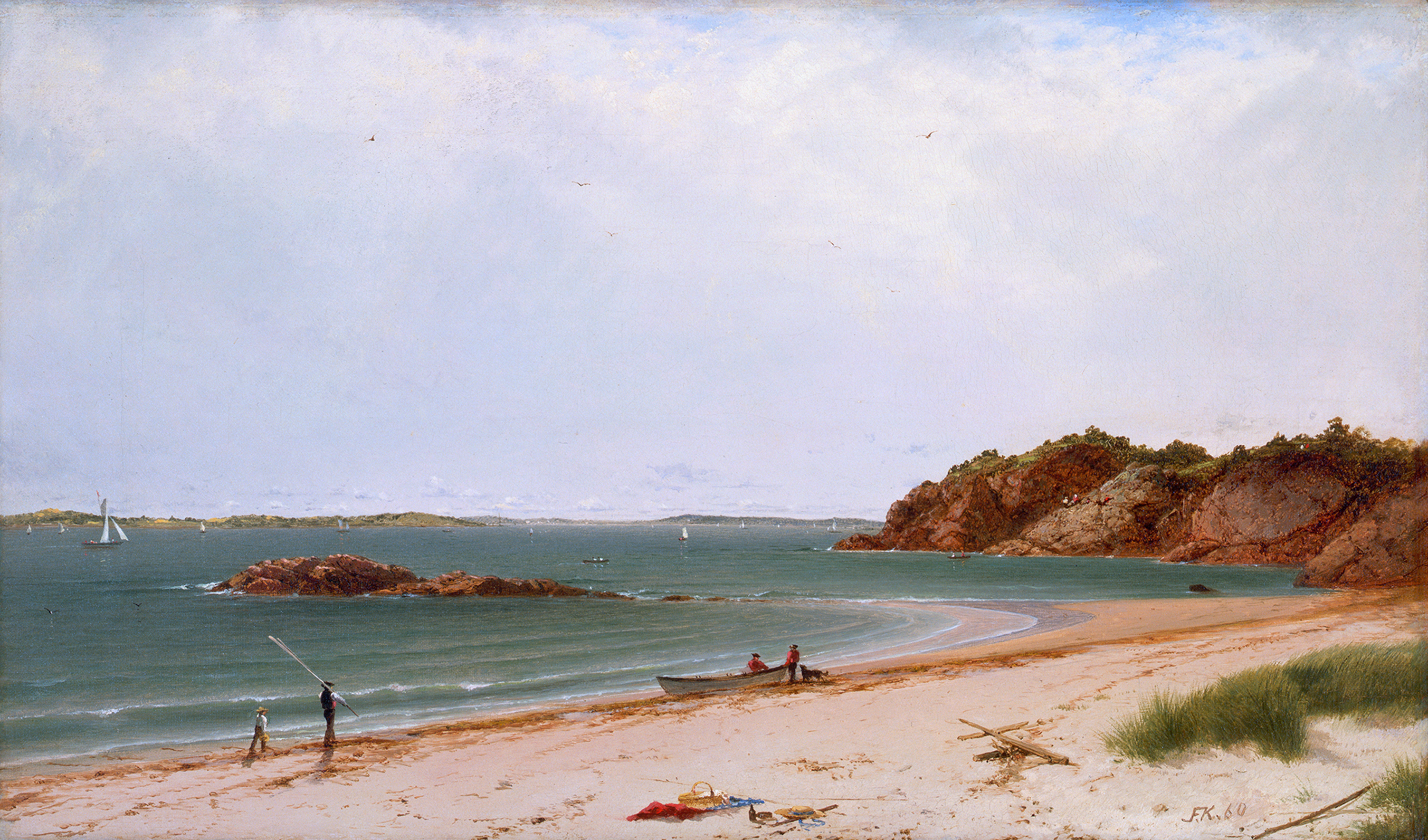
「マサチューセッツ州ビバリーの海浜の景色」1860年、ジョン・フレデリック・ケンセット画

ビバリーは南にマサチューセッツ湾に接するほか、東はマンチェスター・バイ・ザ・シー町、北はウェナム町、西はダンバース町、南はセイラム市と接している。ビバリーとセイラムはダンバース川とビバリー港によって隔てられており、退役兵記念橋（元エセックス橋があった場所に架かる）、マサチューセッツ湾交通局の鉄道橋、カーンウッド橋の3橋が両市を繋いでいる。ビバリー市の中心はセイラムの北2マイル (3 km) にあり、グロスターの西南西14マイル (23 km)、ボストンの北東17マイル (27 km) にある。
ボストン地域の主要環状道路であるマサチューセッツ州道128号線が、市内を東西に横切り、ダンバースで州間高速道路95号線やアメリカ国道1号線に接続している。州道1号線代替路は市内を南北に通り、中心街のメインストリートに沿っている。州道22号線は州道1号線代替路から北東に向かい、州道62号線は州道127号線から西に向かい、州道97号線は州道1号線代替路と共に北西に向かいその後北に抜ける。州道127号線は州道22号線から東に向かう。
マサチューセッツ湾交通局通勤線のニューベリーポート/ロックポート線の分岐・合流点であり、南はボストンの北駅に向かう。分岐点の南、中心街近くにビバリー駅があり、両線からアクセスできる。ニューベリーポート線に沿って、ノースビバリー駅がウェナムとの境のすぐ南にある。ロックポート線にはモントセラト、プライズ・クロシング、ビバリー農園の3駅が市内にある。さらにマサチューセッツ湾交通局バス路線が市内で運行されており、系統451はノースビバリー駅からビバリーとセイラム中心街を繋いでいる。地元のバス路線はビバリー・ショッパーズ・シャトルであり、中心街と市内西部を繋ぎ、ケープアン交通公社と契約している。市内にビバリー市民空港がある。飛行場の一部はダンバース町に入っており、また滑走路の大変小さな部分はウェナムにも入っている。ジェネラル・エドワード・ローレンス・ローガン国際空港が国内と国際の商業便を利用できる最寄り空港である。

## 人口動態

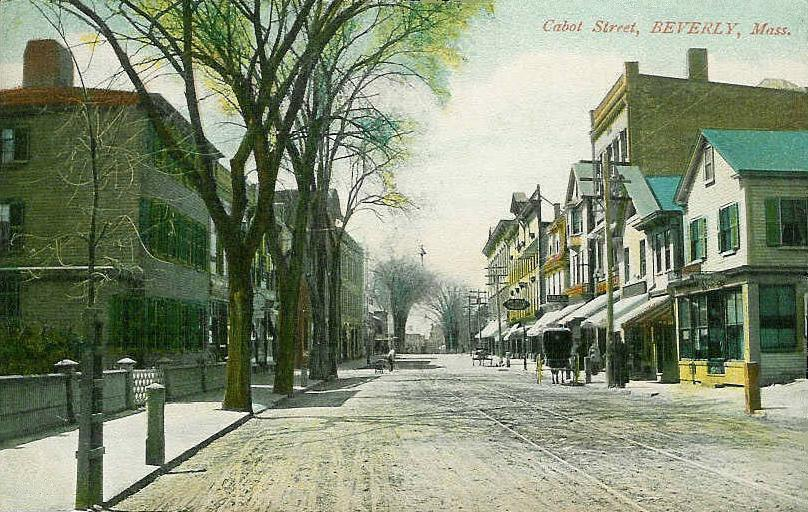
カボット通り、1906年

以下は2010年国勢調査による人口統計データである。
| 基礎データ - 人口: 39,502 人 - 世帯数: 16,641 世帯 - 家族数: 9,906 家族 - 人口密度: 927.2人/km2（2,617.2 人/mi2） - 住居数: 16,275 軒 - 住居密度: 378.5軒/km2（980.5 軒/mi2） 人種別人口構成 - 白人: 83.4% - アフリカン・アメリカン: 2.6% - ネイティブ・アメリカン: 0.2% - アジア人: 8.7% - 太平洋諸島系: 0.03% - その他の人種: 0.52% - 混血: 1.6% - ヒスパニック・ラテン系: 2.3% 年齢別人口構成 - 18歳未満: 21.7% - 18-24歳: 9.0% - 25-44歳: 30.9% - 45-64歳: 22.8% - 65歳以上: 15.6% - 年齢の中央値: 38歳 - 性比（女性100人あたり男性の人口） - 総人口: 89.7 - 18歳以上: 85.3 | 世帯と家族（対世帯数） - 18歳未満の子供がいる: 28.8% - 結婚・同居している夫婦: 50.1% - 未婚・離婚・死別女性が世帯主: 9.7% - 非家族世帯: 37.1% - 単身世帯: 29.9% - 65歳以上の老人1人暮らし: 11.4% - 平均構成人数 - 世帯: 2.39人 - 家族: 3.02人 収入と家計 - 収入の中央値 - 世帯: 53,984米ドル - 家族: 66,486米ドル - 性別 - 男性: 45,348米ドル - 女性: 35,659米ドル - 人口1人あたり収入: 28,626米ドル - 貧困線以下 - 対人口: 5.7% - 対家族数: 4.0% - 18歳未満: 6.5% - 65歳以上: 5.2% |

## 教育

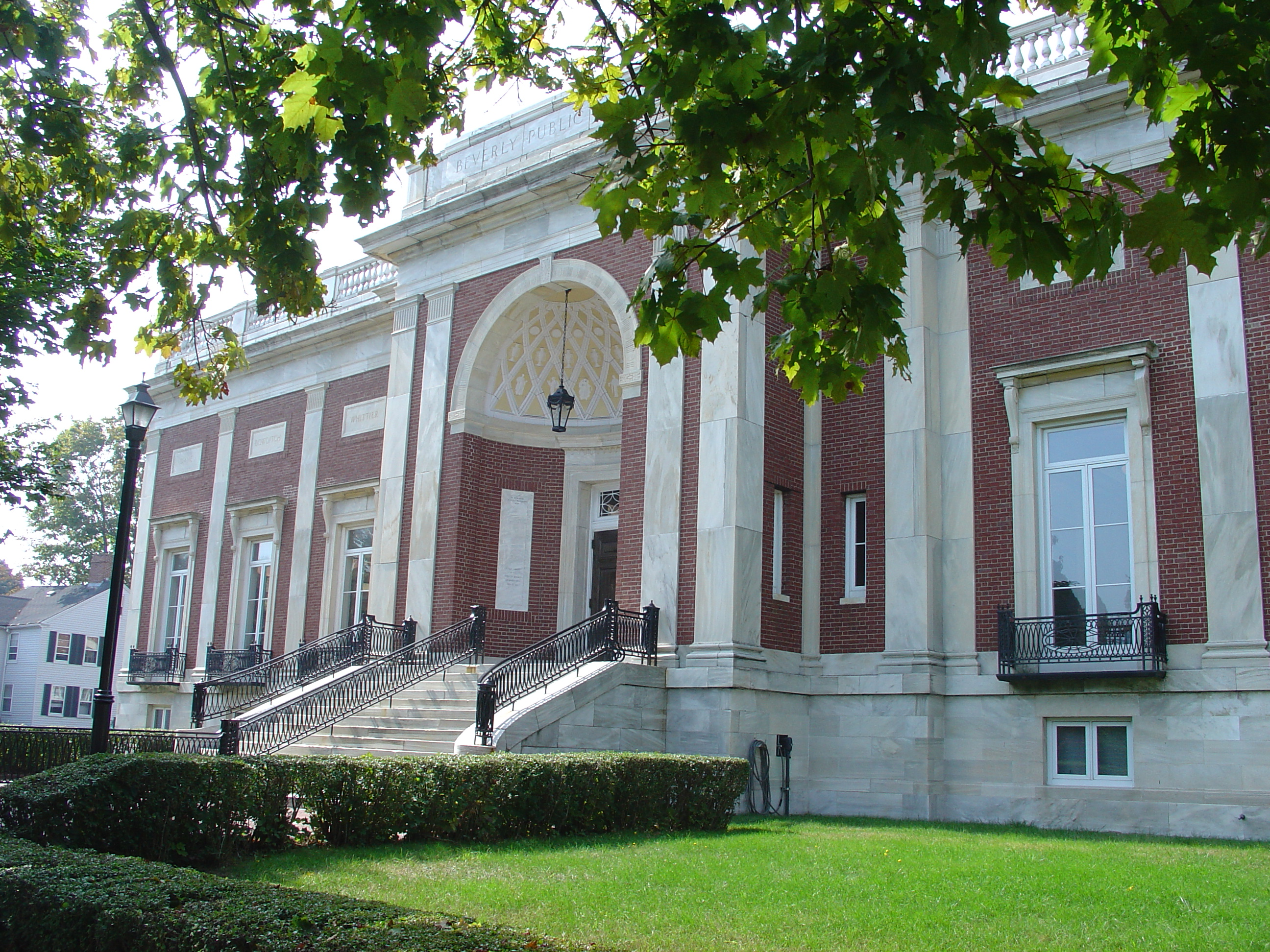
ビバリー公共図書館

市内には小学校（幼稚園から5年生）が5校ある。中学校はブリスコー中学校1校のみで6年生から8年生を教えている。もう1つあったメモリアル中学校は現在リカバリー高校となっており、ドラッグやアルコール中毒を克服する高校生を支援する代替学校となっている。
市内の私立学校としては、セントメアリー学校、ハーバーライト・ストーンリッジ・モンテッソリ学校、キンダーケア学習会館、ビバリー聾学校、セントジョン・ザ・エバンジェリスト学校、ブライト・ホライズンズ学校、ウォーリング学校、グレン・アークハート学校、ショア・カントリ・デイスクールがある。
ビバリー高校は9年生から12年生を教える公立高校である。1858年に設立され、現在の生徒数は1,300人以上である。2011年9月、新しい校舎が完成した。ノースショア・アカデミーはオルタナティブ高校である。
市内の高等教育機関としてエンディコット・カレッジがあり、学士23学科、27専攻、27副専攻科目がある。経営、教育、看護、コンピュータ科学、政治学では修士コースがある。また私立4年制美術大学であるモントセラト芸術大学もある。

## 見どころ

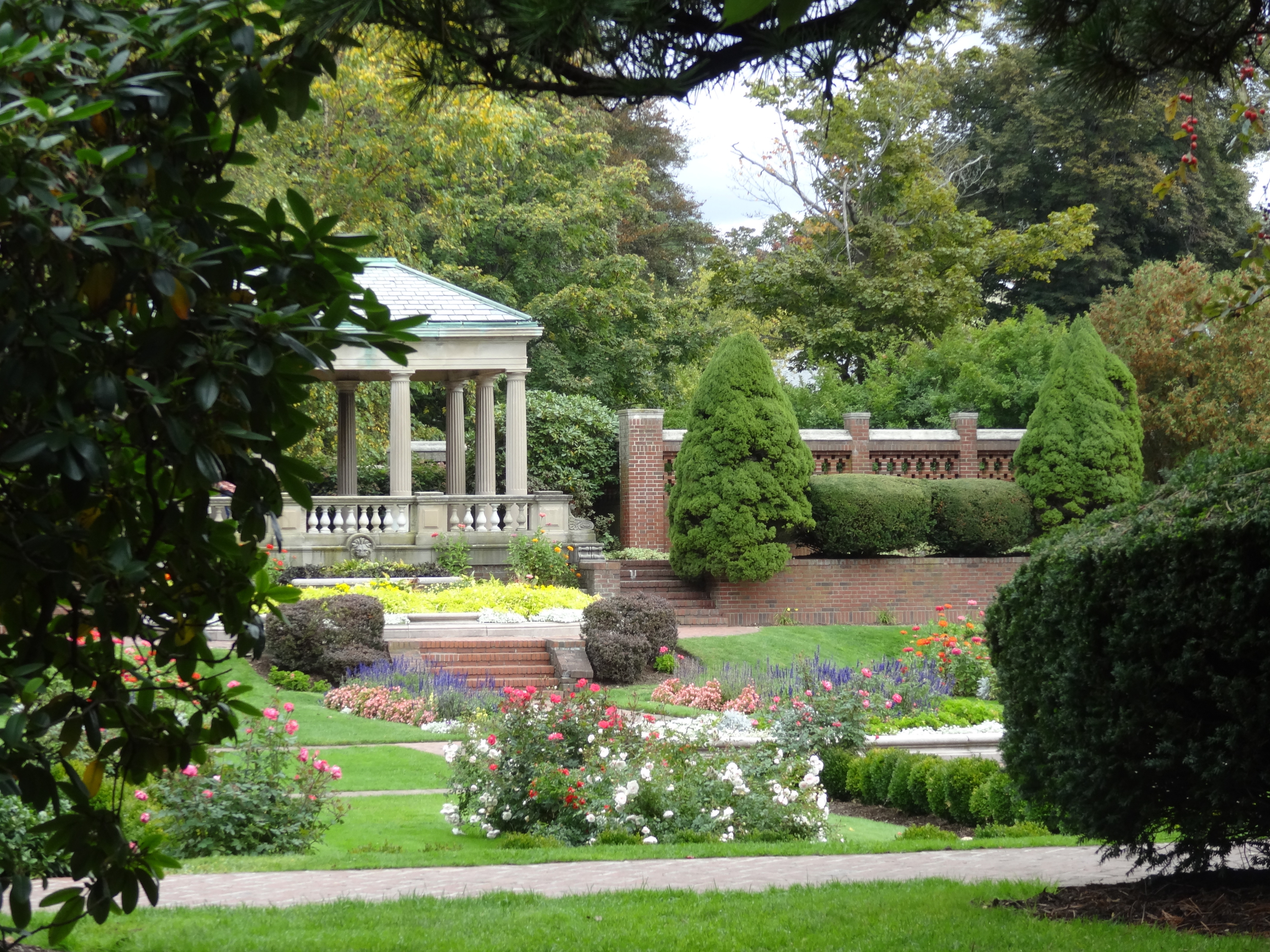
リンチ公園の薔薇園

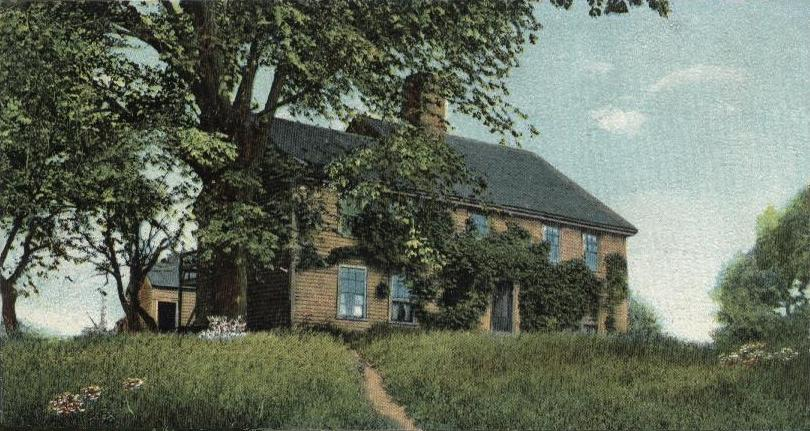
バルチ邸、1906年頃

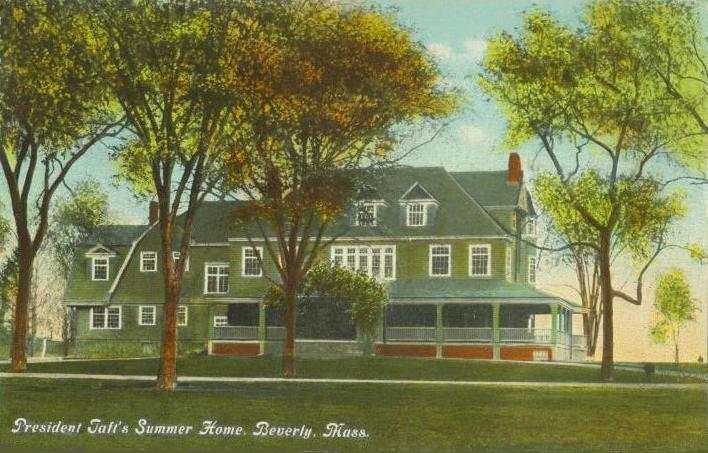
タフト住居、1909年

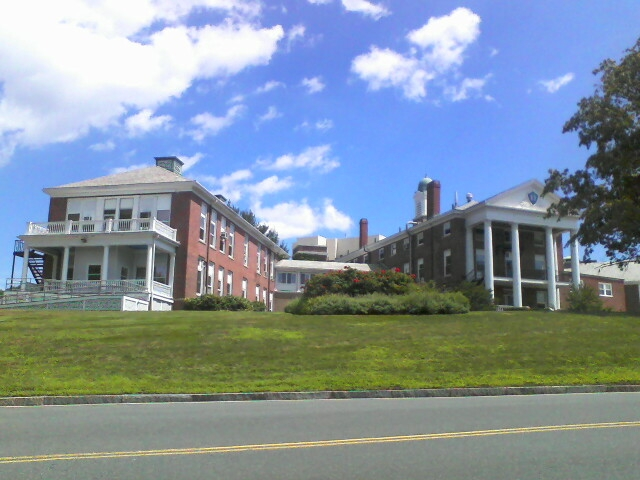
ビバリー病院 - 1888年から地域の医療に対応している

- ビバリー綿糸工場跡地、アメリカ初の綿糸工場、ノースビバリーの退役兵記念・ノースビバリー消防駐屯所の隣に記念碑がある
- カボット通り映画館、ル・グランド・デイビッド・スペクタキュラー・マジック・カンパニーが1977年2月から2012年5月までショーを行い、世界最長のマジックショーと自慢した。この映画館は20世紀初期のスタイルであり、通常は映画を上映していたが、現在は閉館になった。
- ハリー野球場、州内初かつ最古のリトルリーグであるビバリー・リトルリーグの本拠地、
- ハード・スタジアム（ビバリー・パンサーズのホーム）
- ジョン・バルチ邸、1679年頃建設
- ジョン・カボット邸、1781年建設
- エクササイズ・コナント邸、1695年建設
- ジョン・ヘイル邸、1694年頃建設
- リンチ公園 & 海浜、市内の入り江にあり、水泳、カヤック、日光浴、ピクニックなど夏の人気あるスポット
- ノースショア音楽劇場、ミュージカルやコンサートの会場
- オッド・フェローズ・ホール、カボット通りとブロードウェイの角

## 主要雇用主
- アクセリス・テクノロジーズ
- マイクロソフト
- オーチャード・ブランド、ブレア他カタログとeコマースサイトのオーナー
- ジップカー
- クレーン・エアロスペース

## 著名な出身者

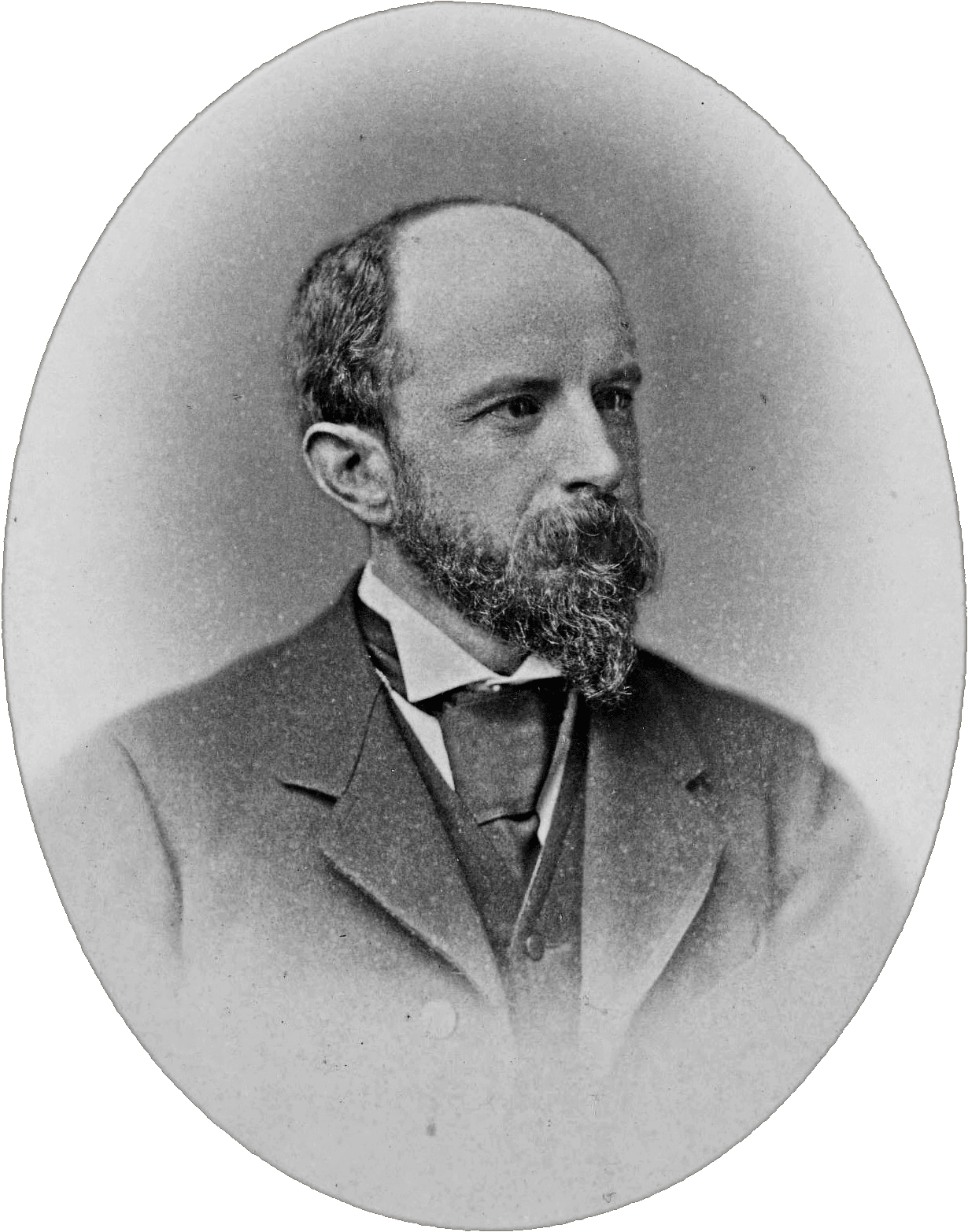
ヘンリー・アダムズ

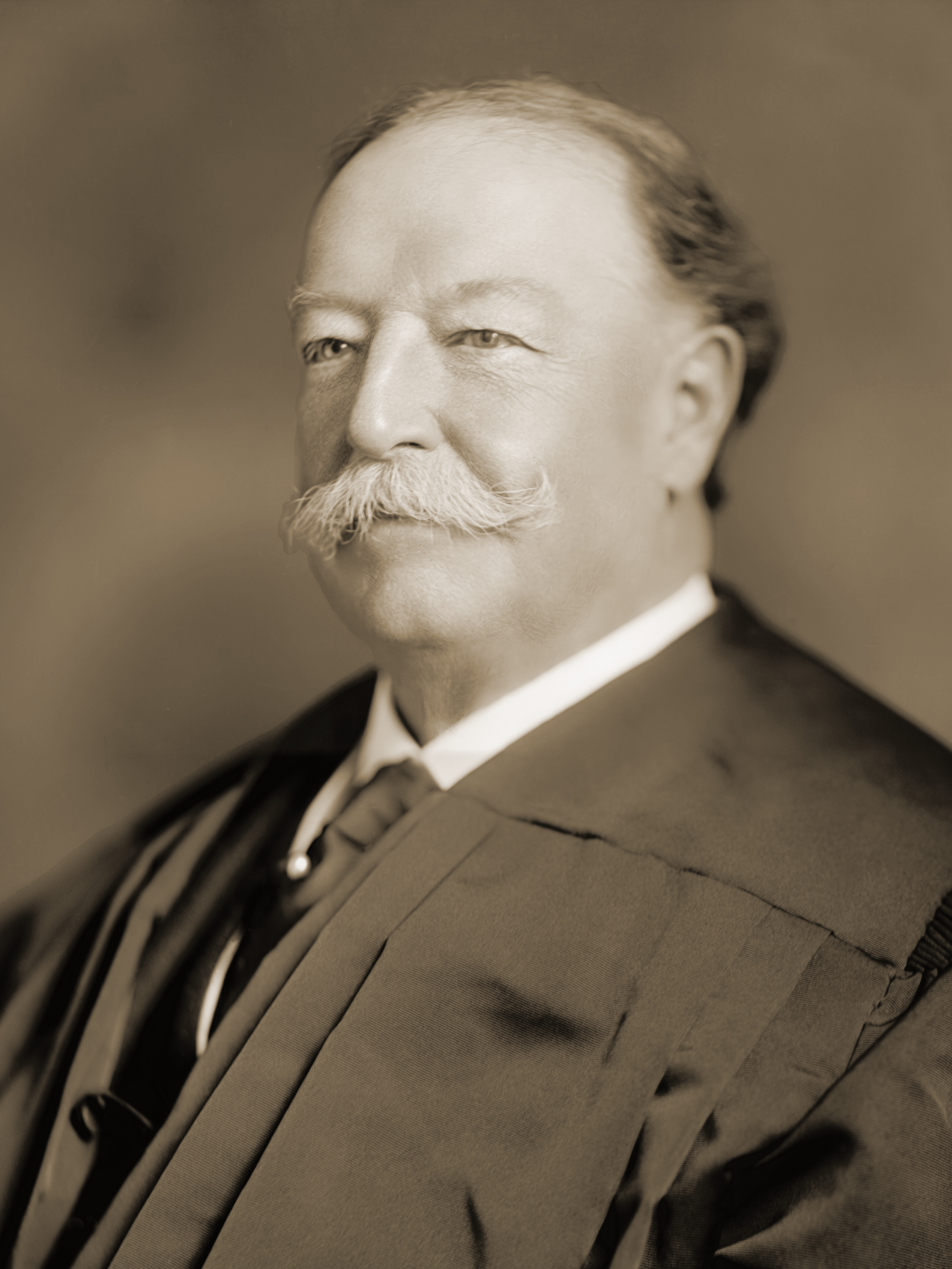
ウィリアム・タフト

- ヘンリー・アダムズ、歴史家、アルバート・ギャラティンに関する著作を書いているときにビバリーファーム地区に住んだ
- ジョン・アップルトン、政治家、アメリカ合衆国下院議員
- フレデリック・アッシュワース、アメリカ海軍の将軍、長崎県長崎市に原子爆弾を投下した爆撃機B-29ボックスカーに搭乗
- オリバー・ウェンデル・ホームズ・シニア、著作家（夏の住人）
- オリバー・ウェンデル・ホームズ・ジュニア。アメリカ合衆国最高裁判所陪席判事（夏の住人）
- デヴィッド・モース、俳優
- ウィリアム・タフト、アメリカ合衆国大統領（夏の住人）
- ジョン・アップダイク、著作家、『走れウサギ』が著名
- フィリップ・ワイリー、著作家、『地球最後の日』が著名

## 映画との関わり
- 『華麗なる賭け』（1968年）、銀行強盗のシーンがビバリー・ナショナル・バンクで撮影された。カーチェイスのシーンはウールワースの前で撮影された
- 『Tell Me That You Love Me, Junie Moon』（1970年）、夜のドライブシーンはカボット通りのワシントン通りからバウ通りの間で撮影された。ウェバーズ百貨店、ランダーズ薬局、ダラニーズドラッグストア、エルムファーム・マーケットが出て来る
- 『危険な遊び』（1993年）、リンチ公園に映画用に造られた家で撮影された
- 『くちづけはタンゴの後で』（1996年）、屋外シーンはメカニック通りで撮影された。ビバリーファームズ鉄道駅でも幾つかのシーンが撮影された
- 『クルーシブル』（1996年）、屋内シーンの防音スタジオとして、ユナイテッド・シュー・ビルの一部が使われた
- 『State and Main』（2000年）、モニュメント広場アボット通りの家屋が市長とその妻の家に使われた。ビバリーファームズ鉄道駅やラントゥール通りのエドワーズ学校校舎でも撮影された
- 『パーフェクト ストーム』（2000年）、ヘリコプターのシーンがビバリー空港で撮影された
- 『あなたは私の婿になる』（2009年）、ビバリー空港で撮影された。この空港はアラスカ州シトカの空港の設定だった。
- 『アニマル・ウォーズ 森林帝国の逆襲』（2010年）、小型飛行機のシーンがビバリー空港で撮影された
- 『Clear History』（HBO）（2014年）、ビバリーファームズ、ノースショア音楽劇場、マリノズカフェ、ラントゥール通りで撮影された